# GameSpy
GameSpy Industries, Inc., более известная просто как GameSpy — подразделение IGN Entertainment, управлявшее сетью игровых сайтов и предоставлявшее услуги для сервисов онлайн-игр. История компании началась в 1996 году с выпуска программы поиска серверов для игры Quake, названной QSpy. С 2005 по 2012 год управлялась компанией News Corporation, которая купила 92,3 % акций IGN за 650 млн долларов 8 сентября 2005 года, её головной офис находится в городе Коста-Меса в Калифорнии. В 2012 году управление перешло к компании Glu Mobile, которой IGN полностью продала это направление для того, чтобы самой сконцентрироваться на продвижении двух своих основных проектов: IGN и AskMen. Такая смена фокуса скорее всего связана с тем, что сама IGN незадолго до продажи GameSpy была приобретена Ziff Davis.
GameSpy работала со следующими платформами: PlayStation 2, PlayStation 3, PSP, Xbox, Xbox 360, Nintendo GameCube, Nintendo Wii, Game Boy Advance, Nintendo DS, N-Gage, Wireless, PC; а также со старыми, уже не поддерживающимися платформами. 2 раза в неделю GameSpy выпускала подкаст «Опросы GameSpy».
В начале апреля 2014 года объявлено, что все игровые сервера GameSpy прекратят свою работу 31 мая 2014 года. Некоторые игры, например Crysis и Crysis 2, из-за этого лишаются многопользовательской составляющей, некоторые издатели, как Electronic Arts, ищут способы сохранить мультиплеер для своих игр (в итоге порядка 50 игр издателя остались без мультиплеера). Также отключением серверов компании затронуты различные игры студии Rockstar Games.

## История компании
В 1996 году вышел Quake — первый 3D-шутер с развитой системой многопользовательской игры через Интернет. В том же году Джек Мэтьюз, Тим Кук и Джо Пауэлл основали SpySoftware и создали программу QSpy для упрощения поиска интернет-серверов Quake. Вскоре эта программа была усовершенствована: стала поддерживать другие игры и была переименована в GameSpy. В 1997 году корпоративный стратег Марк Сёрфас лицензировал программу GameSpy 3D от Spy Software и создал GameSpy Industries. В 1999 году GameSpy получила финансовую поддержку от предпринимателя Давида Беркуса. Компания также выпустила MP3Spy.com (позднее переименованный в RadioSpy.com) — программу, помогающую людям искать онлайн-радиоканалы, например с помощью SHOUTcast от Nullsoft. Она получает дополнительное финансирование в размере 3 млн долларов от Yucaipa Companies — инвестиционной группы, возглавляемой голливудским агентом Майклом Овицом, и южнокалифорнийского миллиардера, владельца сети супермаркетов, Рональда Бёркла. GameSpy быстро становится рентабельным. В 2000 году в него инвестируют компании Ziff Davis, издательский отдел ZDNet.com, и корпорация Guillemot. Одновременно GameSpy закрывает свой отдел RadioSpy и отступает с рынка онлайн-музыки, на котором доминировали peer-to-peer приложения, такие как Napster и Gnutella. Компания выпускает GameSpy Arcade. В декабре 2000 года GameSpy купила Roger Wilco, MPlayer.com и некоторые активы HearMe. Несмотря на отключение сервиса MPlayer, технология RogerWilco усовершенствована и внедрена в GameSpy Arcade. В 2001 году бизнес GameSpy вырос за счёт SDK и подпрограммного обеспечения для игровых консолей, таких как Sony PlayStation 2, Sega Dreamcast и Microsoft Xbox. В марте 2004 компанию приобрела IGN Entertainment. Несмотря на заявление компании, что игровые сервера должны были быть закрыты 31 мая 2014 года, сервера закрылись только 16 июля, с того момента стал недоступен клиент GameSpy Arcade, а также утратили многопользовательскую составляющую все игры, использующие технологию GameSpy.